# Досить істерик! Комплексний підхід до гармонійного виховання дитини
Досить істерик! Комплексний підхід до гармонійного виховання дитини (англ. No-Drama Discipline: The Whole-Brain Way to Calm the Chaos and Nurture Your Child's Developing Mind by Daniel J. Siegel, Tina Payne) - книга професора психіатрії Даніела Сіґела та психотерапевта Тіни Брайсон. Вперше опублікована  23 вересня 2014 року. 

## Огляд книги
Автори вивчають та досліджують основний виклик для батьків під час виховання дитини - дисципліну. Описуючи зв’язок між неврологічним розвитком дитини та реакцією батьків на непослух, в книжці висвітлено ефективний підхід як справлятись з роздратуванням, напруженням та плачем без «сцен» шляхом взаємовигідного порозуміння. 
Надаючи роз’яснення суті поняття «дисципліна» автори пояснюють як зрозуміти дитину, перенаправити емоції в потрібне русло, змінити руйнування на можливість для зростання. Дисципліна має стати інструментом навчання та виховання, а не покарання. Застосовуючи методи та поради авторів, цикл негативної поведінки (покарань) суттєво припиняється, а вирішення проблем сягає консенсусу. 
Повна реальних батьківських розповідей та ілюстрацій, книжка подає матеріали як виховувати свою дитину, мирно вирішувати конфлікти і непорозуміння та надихнути на щастя кожного члена сім‘ї.  [Архівовано 23 вересня 2018 у Wayback Machine.]

## Переклад укр.
- Досить істерик! Комплексний підхід до гармонійного виховання дитини / пер. Світлана Січкар. К.: Наш Формат, 2018. — 264 с. — ISBN 978-617-7388-67-7